# Martin Ferrero
Martin Ferrero, född 29 september 1947, är en amerikansk skådespelare.
Ferrero har medverkat i bland annat Jurassic Park.

## Filmografi (urval)
- 1995 – Get Shorty
- 1993 – Jurassic Park
- 1987 – Raka spåret till Chicago
- 1981 – MC-riddarna